# Марьяновка (Ружинский район)
Марья́новка (укр. Мар'янівка) — село на Украине, основано в 1260 году, находится в Ружинском районе Житомирской области.
Код КОАТУУ — 1825283203. Население по переписи 2001 года составляет 161 человек. Почтовый индекс — 13641. Телефонный код — 4138. Занимает площадь 0,638 км².

## Адрес местного совета
13640, Житомирская область, Ружинский р-н, с.Дергановка ул.Центральная, 2